# Werner (pesti polgár)
Werner ispán (comes), ausztriai birtokos nemes, majd pesti polgár, a II. András király által 1225 és 1235 között Pestre hívott német telepesek egyike, valószínűleg vezetője. 
A távolsági kereskedelemmel foglalkozó ausztriai polgárok közé tartozott, akik jövedelmüket földbirtokba fektették. 1235 és 1240 között birtokos volt az alsó-ausztriai Paumgartenben, és hosszadalmas pert folytatott a heiligenkreuz-i ciszterci apátsággal. A Pestre érkező németek közül az egyik legtekintélyesebb lehetett, de tisztségét nem ismerjük. A források váltakozóan polgárnak (civis), lovagnak (miles) és nemes úrnak (nobilis dominus) is nevezik. Kiemelt helyzetét jelzi, hogy külön palotája állt a várostól északra fekvő Újbécs földön, a Dunához közel (a mai Vigadó környékén). 1241-ben itt szállt meg Kötöny kun fejedelem, akit a pesti polgárok II. Frigyes osztrák herceg vezetésével, a palotát megrohanva, kíséretével együtt megöltek. Újbécset a palotával együtt IV. Béla a nyúlszigeti domonkos apácáknak ajándékozta, de 1281-ben IV. László király úgy döntött, hogy a sáncárkon belüli rész, Werner palotájával együtt legyen a polgároké. Ekkor a pesti polgárokat Werner unokája, Péter fia Werner ispán (comes) képviselte.